# Особняк Ковалевського (Київ)
Особня́к Ковале́вського (відомий також як Арабський будиночок) — пам'ятка історії та архітектури початку XX століття, на розі вулиць Пилипа Орлика та Шовковичної у Києві. Зведений у 1911–1913 роках архітектором Павлом Альошиним на замовлення чиновника Миколи Вікторовича Ковалевського.

## Історія

### Родина Ковалевських
Щодо походження Миколи Вікторовича Ковалевського немає усталеної думки. За популярною версією, він походив з Гродненської губернії, з роду Ковалевських, який з 1841 року був вписаний до VI частини губернської дворянської книги, тобто мав стародавнє, шляхетне походження. На думку дослідниць Марії Кадомської та Олени Мокроусової, по материнській лінії замовник особняка у київських Липках – праправнук першого правителя Катеринославського намісництва Івана Максимовича Синельникова (1741–1788) і прямий нащадок гетьмана Лівобережної України Данила Апостола (1658–1734). Микола Вікторович Ковалевський дійсно походив зі спадкових дворян Катеринославської губернії. Його родина володіла чималими маєтками в Таврійській, Харківській і Катеринославській губерніях. Батько Віктор Никодимович Ковалевський (1840-1897) дослужився до чину дійсного статського радника, помер у Катеринославі й похований у родовому маєтку Синельникових у с. Іванівське Мелітопольського повіту. 
Микола Ковалевський закінчив  Катеринославську гімназію, потім - Демидівський юридичний ліцей в Ярославлі. Свою кар'єру Микола Ковалевський почав у Києві у 1900 році як молодший чиновник з особливих доручень при київському генерал-губернаторі. Згодом обирався гласним Міської думи від Двірцевої частини, був членом численних комісій, почесним мировим суддею. У 1907–1910 роках очолював товариство есперантистів «Зелена зірка». З 1909 року був почесним попечителем Церковно-вчительської школи на Лук'янівці.
У першій половині 1910-х років (точна дата невідома) Микола Ковалевський одружився з Ганною Павлівною Ісаєвич із старовинного козацького роду Ісаєвичів. Спочатку подружжя мешкало у квартирі Ковалевського у прибутковому будинку барона Ікскюль-Гільденбанда. Влітку 1908 року Ковалевські придбали опрі́чний будинок на Олександрівській вулиці, 25 (сучасна адреса — вулиця Грушевського, 10), а у 1911 році трапилася нагода збудувати свій власний будинок, адже на Липках продавалася велика садиба, що колись належала Лазарю Бродському. Микола Ковалевський продав будинок на Олександрівській Федору Терещенкові, переїхав з родиною до вілли Лібермана та оформив купчу на ділянку землі на розі вулиць Левашовської (Шовковичної) та Єлизаветинської (Пилипа Орлика). Вартість ділянки становила 70 000 рублів, грошей не вистачало, тому Ковалевський подав прохання до Київського товариства взаємного кредиту про надання позики для будівництва будинку. 1 липня 1911 року йому було відкрито кредит на суму 20 600 рублів.

### Будівництво

Схема будівництва особняка Ковалевського

Спочатку Микола Ковалевський уклав угоду про будівництво з підрядником П. Скультом. За умовами угоди до кінця березня 1912 року мали бути завершені земляні роботи, а до 15 червня — мурування стін. Ймовірно, підрядник не виконував умови угоди, адже 3 травня 1912 року Ковалевський уклав нову угоду — з Павлом Альошиним, на той час вже відомим київським підрядником.
Будівництво особняка було завершене у другій половині 1913 року. Як для початку XX століття він виділявся високим рівнем комфорту — тут було електричне освітлення, водяне опалення, водогін, вентиляція, телефон, ліфт, дзвінкова сигналізація, ручна парова пральня і прасувальня.
У будівництві особняка брали участь понад двадцять субпідрядників і постачальників. Цеглу для будівництва постачав завод А. Гітеса, камінь — житомирський каменярський заклад лабрадорових і гранітних виробів В. Длоуги, штучний камінь та залізобетонні склепіння — фірма «Брати Аксеріо», скло і дзеркала — московський торговий дім «Франк і сини». У санкт-петербурзьких фірмах були закуплені шпалери (торговий дім Д. Павлухіна), бронзові орнаменти для парадних сходів (фабрика художніх металевих робіт Г. Кросса) та шпінгалети (дроб'яний завод С. Растеряєва). Білила і фарбувала стіни київська малярна фірма Ф. Шмідта, водогін і каналізація спроєктовані також киянами — технічною конторою П. Бонадурера. Скульптурні деталі фасаду виконані скульпторами Л. Дітріхом і В. Козловим, ліпні роботи в інтер'єрах — Першою санкт-петербурзькою артіллю скульптурно-ліпних робіт. Опалення, вентиляцію, парову пральню і прасувальну забезпечила технічна контора торгового дому «В. Залєскій та В. Чаплін», електричне освітлення (395 ламп розжарення), сигналізацію і телефон — Загальна компанія електрики (AEG).

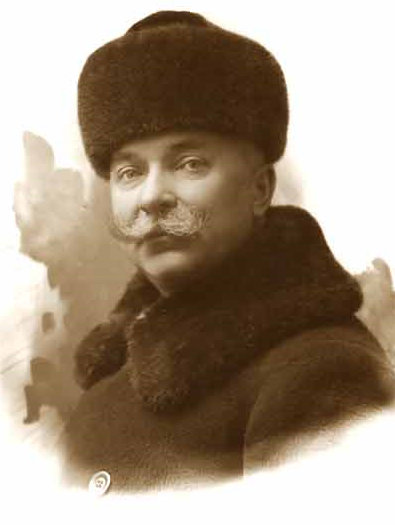
Архітектор П.Альошин

У червні 1913 року родина Ковалевських оселилася в особняку, проте ще деякий час тривали завершальні роботи — оздоблення деяких кімнат, спорудження господарських служб, влаштування огорожі тощо.
Збереглися дані про те, що замовник, Микола Ковалевський, був не дуже вдоволений результатом. Особняк виявився занадто великим і незатишним для досі невеликої (батько, мати і син) родини Ковалевських, тому їх стосунки з архітектором П. Альошиним, для якого будинок був «дорогий…як моє творіння», були досить напруженими. До того ж, кошторис будівництва виявився дуже великим, архітектор намагався звести справжній палац, в будівництві використовувалися дорогі матеріали та залучалися найкращі фірми тих часів. Тому вже в грудні 1913 року Ковалевському доводиться знову взяти позику, і загальний його борг вже становить близько 60 000 рублів.

### Подальша доля будинку
З початком Першої світової війни М. Ковалевський як військовозобов'язаний узяв у ній участь, був прапорщиком у діючій армії при царській ставці.
Станом на початок 1918 року родина Ковалевських із прислугою мешкала у восьми кімнатах другого поверху особняка. Шість кімнат на першому поверсі займав державний діяч, підприємець, голова Всеросійського товариства цукрозаводчиків граф А. О. Бобринський із родиною, а ще чотири кімнати першого поверху вже були реквізовані. У 1919 році родина Ковалевських емігрувала. Подальша доля родини невідома.
Із встановленням в Києві більшовицької влади почалася ревізія особняків і квартир, що належали заможним киянам. Як занотував Ф. Ернст, в особняку Ковалевських на початку 1920 року «нічого цінного не збереглося».
У 1920–1930 роках особняк займав дорожньо-транспортний відділ ДПУ Південно-Західної залізниці. У кімнатах цокольного поверху утримувалися заарештовані.
З 1939 року і до липня 1941 року тут розташовувалося Управління у справах мистецтв при Раднаркомі УРСР, Комітет у справах фізкультури і спорту при Раднаркомі УРСР та Укрфізкультурпроєкт. Після війни, з 1944 року і до 1992 року в особняку містилося Міністерство закордонних справ УРСР, яке до 1952 р. очолював академік АН УРСР Д. Мануїльський. З 1992 року будинок перейшов у власність Державного управління справами при Президенті України.

### Реставраційні роботи
Особняк Ковалевського неодноразово реставрувався.
Перші великі реставраційні роботи були проведені у 1972–1975 роках під керівництвом архітектора І. Малакової. Протягом реставрації був виявлений і відтворений первісний декор парадної зали: ліпні гротескні прикраси, паркетна інкрустована підлога, хори, також повернуто первісний вигляд більшості приміщень першого поверху.
У 1987 році проведено чергову реставрацію.

## Планування

Кімната-купе

Садиба Ковалевських займала ділянку 46×35 м на розі двох вулиць. Це обумовило відповідне планування будинку, зокрема, вежа на розі будівлі приховує непрямий кут (78°) перетину вулиць. Для приховання невдалого кута Альошин також робить стіни неоднакової товщини, це виявилося лише при реставрації будинку у 1970-х роках.
Особняк двоповерховий, з цокольним напівповерхом, цегляний, Г-подібний в плані. Парадний вхід та виїзна брама розташовані з боку вулиці Пилипа Орлика. Планування приміщень першого і другого поверхів є характерним для архітектури модерну. Інтер'єри особняка відрізняються багатством і стильовим розмаїттям. В оформлені приміщень використано майоліку, мармур, інкрустовану паркетну підлогу, декоративні вироби з металу тощо.
На першому поверсі розташовувалися парадні, репрезентативні приміщення. Відразу за парадними дверима починався стилізований під романську архітектуру хол з короткими парадними сходами, що вели до дзеркальної зали, розташованої у тому крилі будинку, яке виходило на Шовковичну вулицю. Біла дзеркальна зала мала чотири вікна та чотири великі дзеркала, що значно збільшувало візуальний об'єм приміщення. На східній стіні залу розташовувалися хори для оркестру, прикрашені вазами. Музики діставалися туди з горища внутрішніми сходами. На хорах був навіть обладнаний туалет для музикантів. За залою, у тому ж крилі, були вітальня і будуар, їх вікна виходили у двір. Поруч із залою розташовувалися більярдна та бібліотека.
У наріжній вежі на першому поверсі розташовувався кабінет. Це приміщення відрізняється восьмигранним склепінням, ліпними орнаментами та каміном, прикрашеним майолікою. З кабінету можна потрапити до крихітної кімнати, оформленої під купе залізничного вагону.
В крилі, що з боку вулиці Пилипа Орлика, розташовувалася парадна їдальня. Приміщення має три вікна, що виходять на вулицю, також збереглася дерев'яна кесонована стеля. Поруч із парадною їдальнею містилася веранда, що виходила у двір ,а також допоміжні приміщення — лакейська та буфетна кімната, що електричним ліфтом сполучалася з горішньою кухнею.
Другий поверх особняка, до якого вели урочисті мармурові сходи з невисокими колонками, прикрашеними бронзовими капітелями, займали особисті покої господарів. У наріжному круглому приміщенні був ще один кабінет, поруч, за парадною лоджією — мала сімейна їдальня. У крилі з боку Шовковичної вулиці розташовувалися чотири невеликі кімнати вікнами на вулицю (для господаря, господині, брата і гувернантки). Навпроти них, з вікнами у бік двору, розташовувалися класна кімната і дитяча, де жив єдиний син Ковалевських. У торці крила розташовувалися спальня (вікнами у двір), з'єднана дверима з дитячою кімнатою, гардеробна (вікнами на вулицю) і ванна кімната. Спальня мала панельне водяне опалення. На другому поверсі також містилися кімнати для гостей та ліфт, що з'єднував усі три поверхи будівлі.
У торці крила, що виходило на вулицю Пилипа Орлика, було не три, а чотири невеликі поверхи. Тут розташовувалися допоміжні приміщення — кухня, комора, буфетна, посудомийна, пральня, прасувальня. Звідси також можна було потрапити сходами до голубника, який був своєрідним хобі господаря.
В цокольному напівпідвальному поверсі містилися: з боку вулиці Пилипа Орлика — опалювальна котельна, склад вугілля, вентиляція, винний погріб, а з боку Шовковичної — кімнати для прислуги (швейцара, шофера, кучера, пралі, економки, кухаря, кочегара, покоївок) та (в торці крила) ванну кімнату для прислуги, туалет, вітальню для прислуги (так званий людський клуб), комори з одягом.
На горищі були обладнані сушарки для сухофруктів та коптильні для обробки риби і ковбас. Під банею наріжної вежі проводив репетиції домашній оркестр.
Окрім особняка, на ділянці розташовувалися стайні на три стійла, екіпажна, гараж та корівник. Під господарським двором були льодовня та склади дров і вугілля. За двором розміщувався невеликий садочок з альтанкою та фонтаном.

## Архітектурні особливості

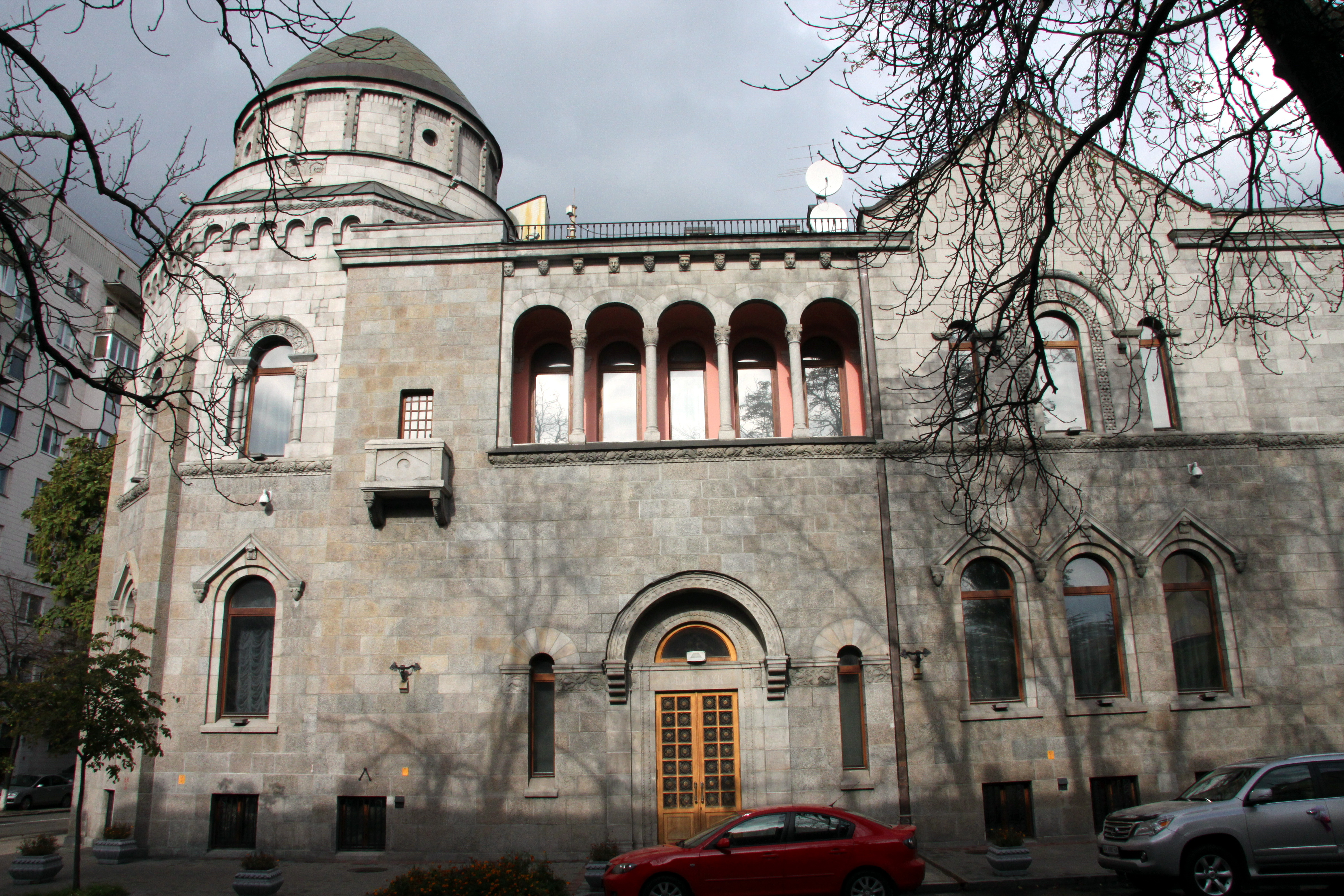
Фасад будинку з боку вулиці Пилипа Орлика

Особливістю особняка Ковалевського є вирішення архітектурного оформлення фасадів у романському стилі, через що особняк має неофіційну назву «Арабський будинок». Романський стиль надає будинку вигляду середньовічного замку, що підкреслюється наріжною вежею та сірими гранітними стінами. Цікаво, що для обличкування нижньої частини стін був використаний справжній сірий граніт, а для верхньої частини — штучний камінь на основі цементу, що імітує граніт.
Композиційним центром асиметричної структури будинку є гранчастий наріжний об'єм, прикрашений вежею із шоломоподібною банею. Два фасади будинку (з вулиць Пилипа Орлика і Шовковичної) виконані асиметрично, це дозволило по-різному сприймати будинок з різних точок огляду. Між першим і другим поверхами пролягає орнаментальний пояс, який підкреслює горизонтальне членування фасадів.
Фасад з боку вулиці Пилипа Орлика є головним — тут розташований парадний вхід, прикрашений порталом, виїзна брама і лоджія з витонченою аркадою на другому поверсі. Над входом колись були римські цифри «MDCCCCXII» («1912 рік»), наразі втрачені. По обидва боки від входу — вузькі високі віконця, праворуч — три групи потрійних вікон на першому, другому і цокольному поверхах, вирішені у різних формах в залежності від поверху. Під карнизом над лоджією — ряд маскаронів у вигляді грон винограду, котячих і жіночих голів.

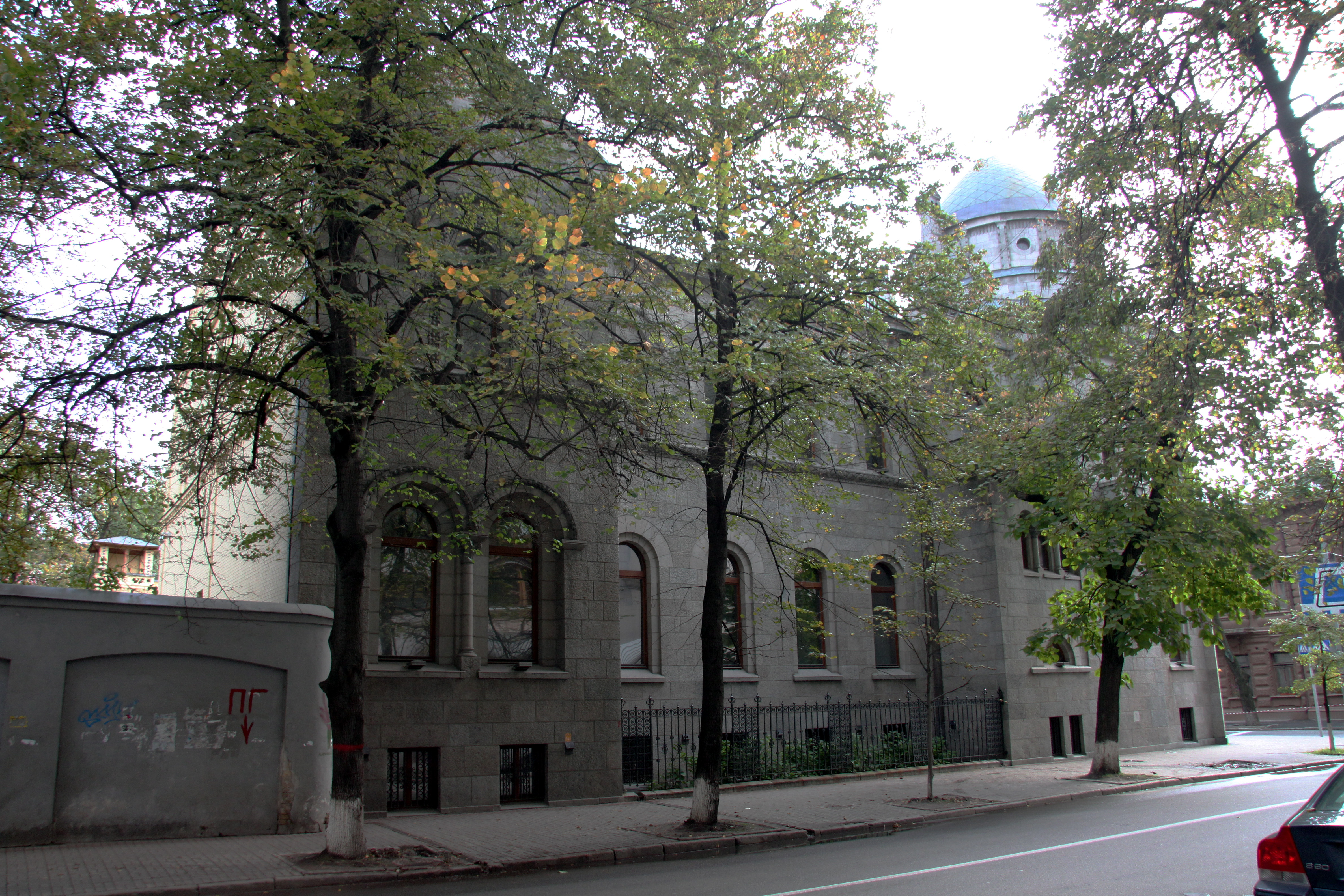
Фасад будинку з боку Шовковичної вулиці

Фасад з боку Шовковичної вулиці має тридільну асиметричну будову, по краям оформлений двома ризалітами, в проміжку між якими влаштовано мініатюрний палісадник, огороджений ажурною металевою огорожею (виготовлена майстром Недашківським за кресленням П. Альошина). Вікна першого і другого поверхів — напівциркульні, цокольного поверху — прямокутні. На першому поверсі лівого ризаліту розташовані два напівциркульних вікна із маскароном у вигляді котячої голови в імпості між ними, на другому — одне напівциркульне вікно посередині. На фасаді між ризалітами розташовані по чотири вікна на кожному з поверхів. На другому поверсі правого ризаліту — невеликий балкон. Під карнизом розташовані маскарони із штучного каменю у вигляді котячих морд.
Перекриття пласкі, в окремих приміщеннях склепінчасті. Усі ринви сховані в стінах, щоб не псувати загальний вигляд будинку.
Дворові фасади виконані у звичайному цегляному муруванні із кольоровими керамічними вставками.

## Додатково
- Маскарони у вигляді котячих морд, які прикрашають будинок, мають портретну схожість з автором проєкту — Павлом Альошиним.
- На першому поверсі є крихітна кімната, оформлення якої імітує інтер'єр купе залізничних вагонів початку XX століття — вузьке вікно, полиці, плафон освітлення тощо. Це була особиста забаганкавласника особняка — на згадку про знайомство із своєю майбутньою дружиною, що відбулося саме у вагоні поїзда. За міською легендою, при будівництві особняку під кімнатою був встановлений спеціальний механізм, що дозволяв трохи розгойдувати підлогу кімнати, імітуючи рух поїзду.
- Після захоплення Києва більшовиками, в колишньому особняку Ковалевського розмістилося відділення ДПУ. У 1923 році архітектора Альошина заарештували та деякий час тримали у підвалі особняка, який він сам і збудував.